# Brytyjskie okręty podwodne typu M
Okręty podwodne typu M – typ dużych brytyjskich okrętów podwodnych z końca I wojny światowej, charakteryzujących się silnym uzbrojeniem artyleryjskim w pojedyncze działo kal. 305 mm, największe kiedykolwiek w historii zainstalowane na okrętach podwodnych. Z czterech budowanych jednostek ukończono trzy, tylko jedna weszła do służby przed zakończeniem działań wojennych. W późniejszym okresie dwa okręty posłużyły do prób z nowymi rodzajami uzbrojenia: lotnictwem pokładowym i minami. Dwie jednostki zostały utracone z całymi załogami w tragicznych wypadkach w 1925 i 1932 roku, trzeci w tym samym czasie wycofany ze służby.

## Projektowanie i budowa
Okręty typu M stanowiły jeden z pomysłów na nowe sposoby prowadzenia wojny, wysunięty przez Pierwszego Lorda Morskiego Admiralicji, admirała Johna Fishera, podczas jego drugiej kadencji na tym stanowisku w latach 1914–1915. Przedstawił on koncepcję okrętu podwodnego uzbrojonego w artylerię dużego kalibru, zdolnego podejść skrycie do statku przeciwnika i zaatakować go ogniem ze swych dział wkrótce po wynurzeniu, oraz w razie potrzeby ostrzeliwać cele położone na lądzie. Pomysł ten wynikał z doświadczeń pierwszych miesięcy wojny, które wykazały niedostatki techniczne stosowanych torped. We wrześniu i październiku 1915 roku biuro projektowe Royal Navy przedstawiło wstępne koncepcje projektowe takiej jednostki. Jedna z nich, okrętu uzbrojonego w pojedynczą armatę kal. 305 mm w opływowej osłonie w przedniej części kiosku, została wybrana do realizacji.
W 1916 roku w dwóch stoczniach: koncernu Vickers w Barrow-in-Furness i Armstrong Whitworth w Elswick, zamówiono po dwa okręty według nowego projektu. Aby sfinansować budowę, Admiralicja zrezygnowała z czterech zamówionych w lutym tegoż roku jednostek typu K. Stępkę pod pierwszy okręt, M1, położono w lipcu 1916 roku w stoczni Vickersa. Wodowanie odbyło się 9 lipca 1917 roku, zaś 17 kwietnia 1918 roku jednostkę przekazano Royal Navy. Drugi z budowanych w Barrow-in-Furness okrętów, M2, zwodowano 15 kwietnia 1919 roku, już po zakończeniu działań wojennych.
Z dwóch okrętów ze stoczni w Elswick, mających wzmocnione uzbrojenie torpedowe i nieco dłuższy kadłub, M3 wodowano 19 października 1918 roku, a wcielono w skład floty 9 lipca 1920 roku, zaś budowę M4 anulowano już po zwodowaniu, w październiku 1919 roku, po czym w dwa lata później sprzedano go do stoczni złomowej.

## Opis konstrukcji
Długość całkowita okrętów podwodnych typu M wynosiła dla pierwszych dwóch jednostek odpowiednio 90,2 i 90,1 m, dla drugiej pary, w związku z zamontowaniem wyrzutni torpedowych większego kalibru, 92,3 m. Kadłub naciskotrwały był na 65% długości chroniony kadłubem lekkim. Duży kiosk mieścił stanowisko dowodzenia i centralę kierowania ogniem, zaś w przedniej części opływową osłonę działa kal. 305 mm. 18 zbiorników balastowych o pojemności 337 ton pozwalało zanurzyć okręt na głębokość peryskopową w ciągu 80−90 sekund. Operacyjna głębokość zanurzenia została określona na 30,5 m, maksymalna wynosiła 61 m i została przekroczona przez M2 o kilkanaście metrów podczas niekontrolowanego zanurzenia w 1923 roku.
Napęd okrętów stanowiły dwa silniki wysokoprężne o mocy po 1200 shp każdy, używane w marszu na powierzchni, oraz dwa silniki elektryczne o mocy po 800 shp do pływania w zanurzeniu. Prędkość maksymalna wynosiła odpowiednio 15 i 9 węzłów. Zapas paliwa pozwalał przepłynąć 4000 mil morskich przy prędkości ekonomicznej 10 węzłów, zaś baterie akumulatorów wystarczały na 40 godzin pływania podwodnego z prędkością 2 węzłów lub 90 minut przy 9 węzłach.
Głównym uzbrojeniem była armata morska BL Mk IX L/40, kal. 305 mm. Całkowita masa działa z łożem wynosiła 122 tony. Konstrukcja łoża pozwalała na obrót lufy w poziomie o 7,5° od osi wzdłużnej i w pionie od -5 do 20°. Maksymalna donośność wynosiła 19 156 m, zaś szybkostrzelność 1 strzał na 75 sekund. Etatowy zapas pocisków wynosił 40 sztuk. Ponadto okręty wyposażone były w działo przeciwlotnicze HA Mk II L/45 kal. 76 mm, umieszczone na chowanej w kadłub podstawie znajdującej się na rufie, oraz pojedynczy karabin maszynowy Lewis kal. 7,69 mm. W przedziale dziobowym zainstalowane były cztery wyrzutnie torped kal. 450 mm (M1 i M2) lub 533 mm (pozostałe dwa okręty), z czterema torpedami zapasowymi.

## Modyfikacje

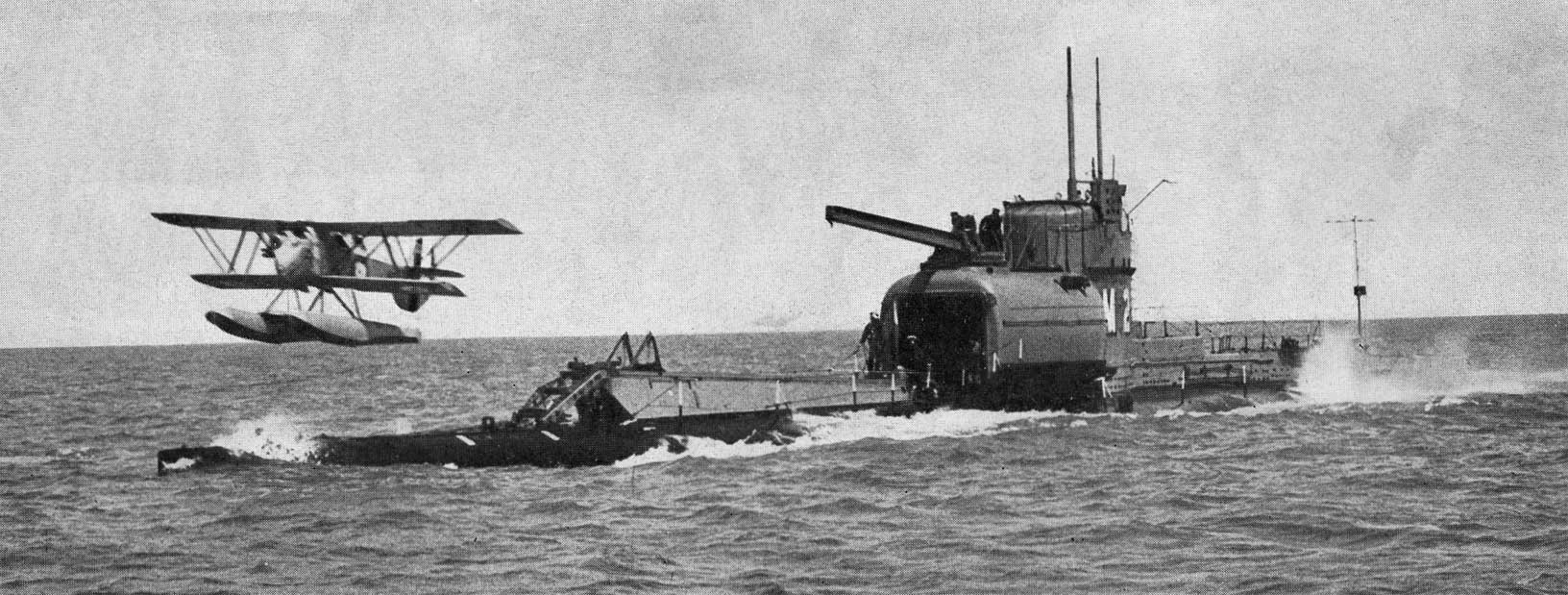
HMS M2 katapultujący wodnosamolot Peto

Z trzech ukończonych okrętów, jedynie M1 pozostał do tragicznego końca służby w pierwotnej postaci. M2 został w latach 1924–1928 przebudowany na eksperymentalny podwodny lotniskowiec, instalując w miejsce armaty wodoszczelny hangar i katapultę. Okręt mógł przenosić jeden dwupłatowy wodnosamolot Parnall Peto, zaprojektowany specjalnie w tym celu (zbudowano jedynie dwa takie płatowce). Na początku lat 30. powstała w jednym egzemplarzu łódź latająca Parnall Prawn, która również miała być wypróbowana na M2, ale przed zatonięciem jednostki nie została zaokrętowana. Po przebudowie prędkość maksymalna M2 zmniejszyła się do 14,1 węzła na powierzchni i 6,4 węzła w zanurzeniu, zaś zasięg do 3700 mil morskich przy 10 węzłach.
Kolejny okręt, M3, został w latach 1927–1928 przystosowany do stawiania min morskich. Po zdjęciu działa nadbudowano na tylnej części kadłuba pomieszczenie dla 100 min. Zmieniło to parametry techniczne okrętu, ale dowództwo marynarki uznało eksperyment za udany. Po ponad trzech latach eksploatacji w nowej roli, wysłużoną jednostkę wycofano z linii i sprzedano na złom. Wyporność przebudowanego okrętu wynosiła 1670 ts na powierzchni i 2006 ts w zanurzeniu.

## Przebieg służby
HMS M1 – położenie stępki lipiec 1916, wodowanie 9 lipca 1917, w służbie od 17 kwietnia 1918. Pierwszym dowódcą okrętu był doświadczony oficer broni podwodnej, Max Horton. Jako jedyny wziął udział w działaniach wojennych, ale nie uczestniczył w akcji bojowej. Po zakończeniu wojny wszedł w skład 5. Flotylli Okrętów Podwodnych Floty Atlantyckiej. Zatonął z całą załogą (69 osób) 12 listopada 1925 roku w rejonie Plymouth, po zderzeniu ze szwedzkim parowcem SS „Vidar”.
HMS M2 – położenie stępki 13 lipca 1916, wodowanie 15 kwietnia 1919, wejście do służby 14 lutego 1920. Po przebudowie w latach 1924–1928 służył do eksperymentów z przenoszeniem wodnosamolotu. Zatonął w tragicznym wypadku 26 stycznia 1932 roku, wraz z całą, liczącą 59 osób załogą.
HMS M3 – położenie stępki 4 grudnia 1916, wodowanie 14 października 1918, wejście do służby 9 lipca 1920. W latach 1927–1928 przebudowany na podwodny stawiacz min, został wycofany z linii 16 lutego 1932 roku i złomowany w roku następnym.
HMS M4 – położenie stępki grudzień 1916, wodowanie 20 lipca 1919. Zamówienie anulowano w październiku 1919 roku, a nieukończony kadłub sprzedano do stoczni złomowej 30 listopada 1921 roku.